# Costa Machado
Costa Machado é um distrito do município brasileiro de Mirante do Paranapanema, no interior do estado de São Paulo.

## História

### Origem
Em 1918 chega a atual área do distrito o Dr. Labieno da Costa Machado, afirmando para todos que as terras pertenciam a seus pais. Procurou estabelecer colonização das terras da Fazenda Vale do Paranapanema, afirmando ter escritura pública da área lavrada em 15 de maio de 1887, ainda na época do Império.
Iniciou nessa época a colonização de suas terras, fundando a 36 quilômetros de Santo Anastácio um povoado que denominou Costa Machado. A data de fundação do povoado é 08 de dezembro de 1918.

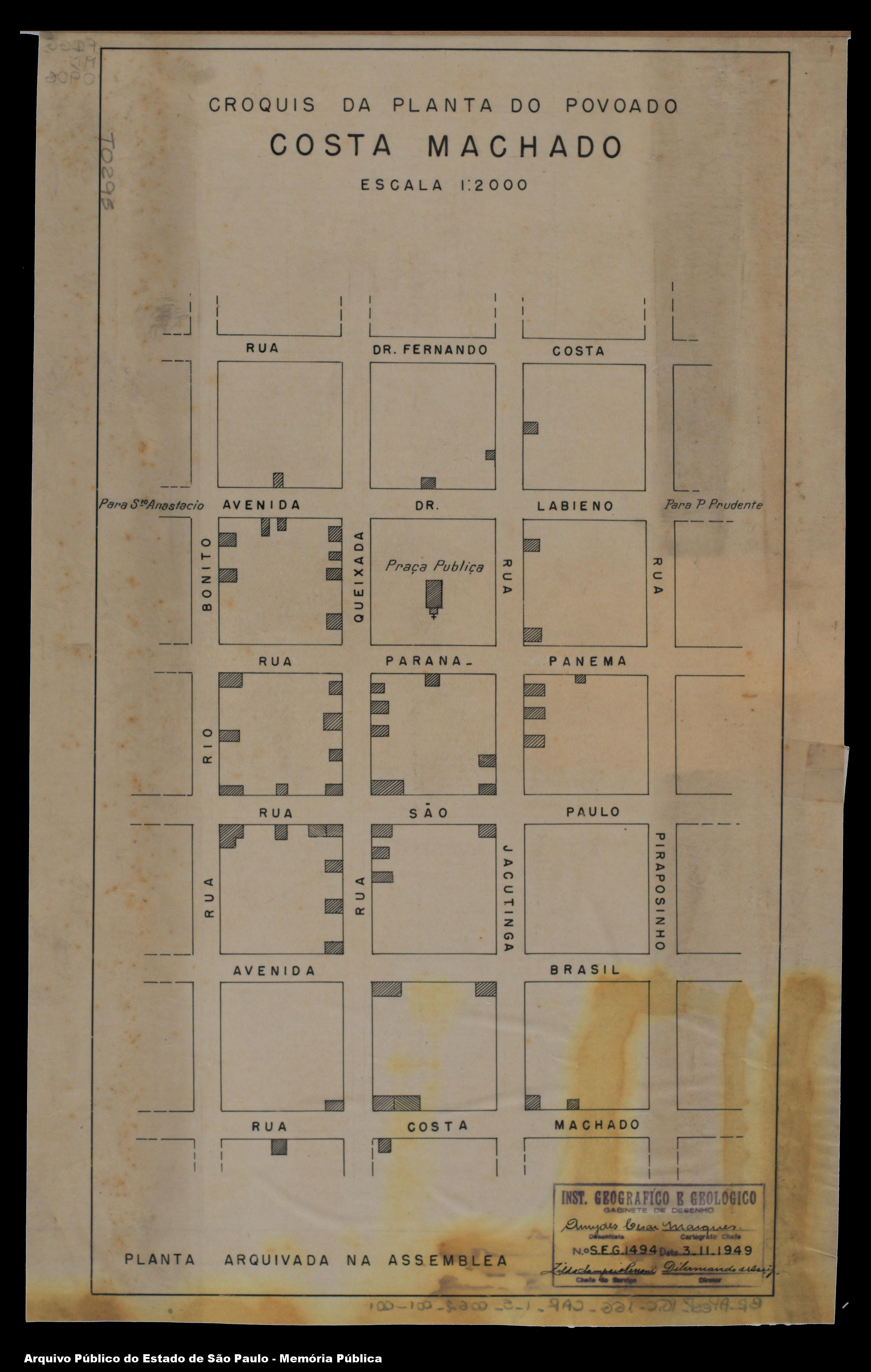
Planta da área urbana original.

Assim que localizou suas posses, para agilizar as vendas em pequenas propriedades o Dr. Labieno tratou de montar a “Empresa de Terras e Colonização Labieno da Costa Machado”. Com muita esperteza e habilidade, o Dr. Labieno aproveitou do sistema de imigração subsidiada pelo governo brasileiro naquela época para agilizar esse processo de colonização e apropriação do território.
No início de 1920, empreendeu, em vários países do velho continente, uma grande divulgação de suas terras. A intenção do Dr. Labieno era formar em suas terras colônias distintas para cada nacionalidade de imigrantes.

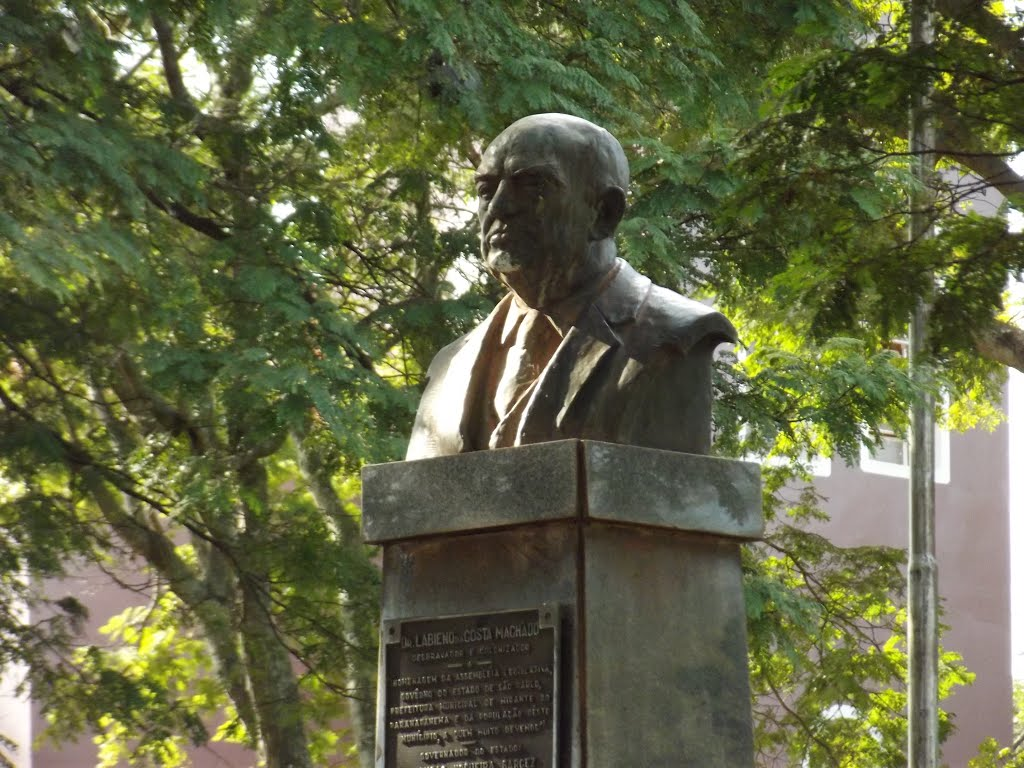
Busto do Dr. Labieno da Costa Machado.

Em 1921, teve início a chegada dos primeiros imigrantes europeus nas proximidades de Costa Machado. Chegavam com suas famílias principalmente espanhóis e italianos, também vieram húngaros, romenos, tchecos, lituanos, libaneses, portugueses e alemães.
Esse primeiro processo migratório se estendeu até o início da década de 30. Na obra "Luta pela terra e desenvolvimento rural no Pontal do Paranapanema" de autoria de Cristiane Barbosa Ramalho, a autora aponta que surgiram diversas colônias nessa região, sendo elas: a Colônia de Costa Machado (formada por alemães e romenos); Colônia Branca (formada por 96 alemães); Colônia Santo Antônio (povoada por húngaros e austríacos); Colônia Bessarábia (formada por russos, búlgaros e tchecos); e Colônia Lituana (constituída por lituanos).
O primeiro comprador de terras Robert Boshammer, denominou no ano de 1921, o bairro de "Colônia Branca".
O berço de Mirante do Paranapanema foi Costa Machado. O plebiscito para a emancipação do município, foi feito em seu nome, isso porque Costa Machado já era distrito. Com a decisão da consulta popular, que optou pela emancipação, o grupo de políticos de Mirante do Paranapanema, acabou levando a sede do município para lá.

### Formação administrativa
- Distrito criado pela Lei n° 233 de 24/12/1948, com o povoado de Costa Machado mais terras do distrito sede de Santo Anastácio.[6][7]
- Pela Lei n° 2.456 de 30/12/1953 perdeu terras para a formação do novo município de Mirante do Paranapanema, passando a pertencer a esse município. Pela mesma lei perdeu terras para a formação do distrito de Cuiabá Paulista.[8]

### Pedido de emancipação
O distrito tentou a emancipação político-administrativa e ser elevado à município, através de processo que deu entrada na Assembléia Legislativa do Estado de São Paulo no ano de 1993, mas como não atendia os requisitos necessários exigidos por lei para tal finalidade o processo foi arquivado.

## Geografia

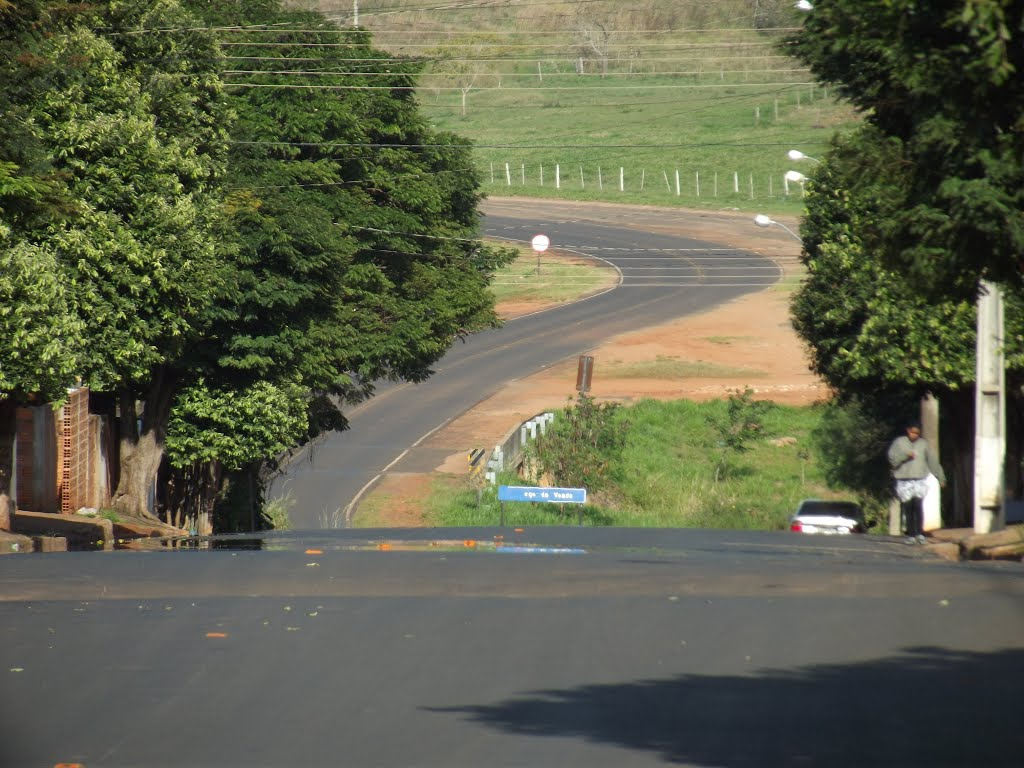
Entrada do distrito.

### Demografia

#### População urbana
| Crescimento população urbana | Crescimento população urbana | Crescimento população urbana | Crescimento população urbana |
| Censo                        | Pop.                         |                              | %±                           |
| ---------------------------- | ---------------------------- | ---------------------------- | ---------------------------- |
| 1950                         | 344                          |                              | —                            |
| 1960                         | 315                          |                              | −8,4%                        |
| 1970                         | 625                          |                              | 98,4%                        |
| 1980                         | 911                          |                              | 45,8%                        |
| 1991                         | 1 334                        |                              | 46,4%                        |
| 2000                         | 1 390                        |                              | 4,2%                         |
| 2010                         | 1 649                        |                              | 18,6%                        |
| Fonte: IBGE e Fundação SEADE |                              |                              |                              |

#### População total
Pelo Censo 2010 (IBGE) a população total do distrito era de 2 240 habitantes.

### Área territorial
A área territorial do distrito é de 187,246 km².

### Rodovias
O principal acesso ao distrito é a estrada vicinal que faz a ligação SP-272 - Santo Anastácio.

## Serviços públicos

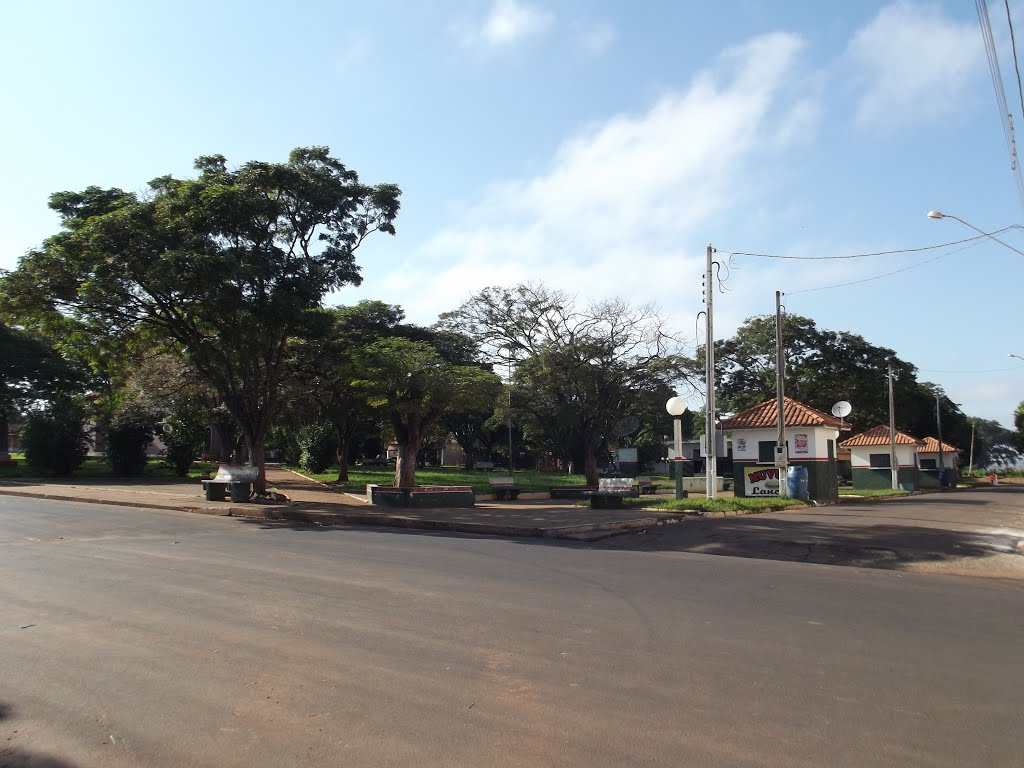
Praça.

### Registro civil
Atualmente é feito na sede do município, pois o Cartório de Registro Civil das Pessoas Naturais do distrito foi extinto pelo  Tribunal de Justiça do Estado de São Paulo, e seu acervo foi recolhido ao cartório do distrito sede.

### Saneamento
O serviço de abastecimento de água é feito pela Companhia de Saneamento Básico do Estado de São Paulo (SABESP).

### Energia
A responsável pelo abastecimento de energia elétrica é a Neoenergia Elektro, antiga CESP.

### Telecomunicações
O distrito era atendido pela Telecomunicações de São Paulo (TELESP) através da central telefônica de Mirante do Paranapanema. Em 1998 esta empresa foi vendida para a Telefônica, que em 2012 adotou a marca Vivo para suas operações.

## Religião
O Cristianismo se faz presente no distrito da seguinte forma:

### Igreja Católica
- A igreja faz parte da Diocese de Presidente Prudente.[22]

### Igrejas Evangélicas
- Assembleia de Deus — O distrito possui uma congregação da Assembleia de Deus Ministério do Belém, vinculada ao Campo de Presidente Prudente.[23][24] Por essa igreja, através de um início simples, mas sob a benção de Deus, a mensagem pentecostal chegou ao Brasil. Esta mensagem originada nos céus alcançou milhares de pessoas em todo o país, fazendo da Assembleia de Deus a maior igreja evangélica do Brasil.[25]
- Congregação Cristã no Brasil.[26]